# أمبروسيا (سلطة فواكه)
أمبروسيا (بالإنجليزية: Ambrosia)‏ هي سطلة فواكه أمريكية، تحتوي علي معظم الفواكه الشهيه.

## المكونات
الأناناس الطازج أو المعلب، شرائح البرتقال الماندرين المعلبة أو شرائح البرتقال الطازج وأعشاب من الفصيلة الخبازية الصغيرة وجوز الهند وقد تشتمل المكونات الأخرى على فواكه ومكسرات مختلفة وكرز ماراشينو وموز وفراولة وعنب مقشر ، أو جوز أمريكي مطحون. يمكن أن يشمل هذا الطعام الشهي أيضًا المايونيز أو مكونات الألبان والكريمة والقشدة الحامضة والجبن الكريمي والبودينغ والزبادي أو الجبن القريش). تُبرّد خليط المكونات لبضع ساعات أو طوال الليل قبل التقديم للسماح للنكهات بالاندماج.